# Hydnocarpus humei
Hydnocarpus humei är en tvåhjärtbladig växtart som beskrevs av Henry Nicholas Ridley. Hydnocarpus humei ingår i släktet Hydnocarpus och familjen Achariaceae. Inga underarter finns listade i Catalogue of Life.